# Hermann-Sinsheimer-Preis
Der Hermann-Sinsheimer-Preis ist ein deutscher Literaturpreis, der seit 1983 in ungeraden Jahren von der pfälzischen Stadt Freinsheim (Rheinland-Pfalz) vergeben wird. Er ist mit 2500 Euro dotiert. In geraden Jahren verleiht die Stadt die Hermann-Sinsheimer-Plakette. Beide Auszeichnungen erinnern an den in Freinsheim geborenen jüdischen Schriftsteller, Theaterkritiker und Journalisten Hermann Sinsheimer (1883–1950). Dieser musste in der Zeit des Nationalsozialismus nach England fliehen; zwei seiner Geschwister wurden Opfer des Holocaust.
Die Geehrten werden nicht unbedingt als Literaten, sondern in erster Linie wegen ihrer Verdienste um die Literatur gewürdigt. Initiator der Auszeichnungen war Gert Weber (1927–2010). Dieser wurde 2006, bei der 4. Vergabe, für sein Lebenswerk selbst mit der Hermann-Sinsheimer-Plakette geehrt. Klaus Bähr (1938–2020), 28 Jahre Stadtbürgermeister, war Mitinitiator und von Beginn an Juryvorsitzender. 2009 erhielt er das Bundesverdienstkreuz für 60 Jahre politisches und kulturelles Engagement, später noch die goldene Ehrennadel der Verbandsgemeinde und die Ehrenbürgerschaft der Stadt.

## Preisträger
| Hermann-Sinsheimer-Preis | Hermann-Sinsheimer-Preis         |
| ------------------------ | -------------------------------- |
| 2025                     | Meron Mendel und Saba-Nur Cheema |
| 2023                     | Carolin Emcke                    |
| 2021                     | Konstantin Wecker                |
| 2019                     | Herta Müller                     |
| 2017                     | Navid Kermani                    |
| 2015                     | Rafik Schami                     |
| 2013                     | Dieter Hildebrandt               |
| 2011                     | Ivan Nagel                       |
| 2009                     | Günther Rühle                    |
| 2007                     | Peter Scholl-Latour              |
| 2005                     | Christa Wolf                     |
| 2003                     | Walter Kempowski                 |
| 2001                     | Ralph Giordano                   |
| 1999                     | Marion Gräfin Dönhoff            |
| 1997                     | Siegfried Lenz                   |
| 1995                     | Carola Stern                     |
| 1993                     | Hilde Domin                      |
| 1991                     | Marcel Reich-Ranicki             |
| 1989                     | Walter Jens                      |
| 1987                     | Peter Härtling                   |
| 1985                     | Ingeborg Drewitz                 |
| 1983                     | Wolfgang Schwarz                 |